# Zwangsmittel
Mit Zwangsmitteln soll der Verpflichtung einer natürlichen oder juristischen Person zu einem bestimmten Tun, Dulden oder Unterlassen Nachdruck verliehen werden. Zwangsmittel sind in Bundes- und Landesgesetzen geregelt. Die Regelungen entsprechen sich im Wesentlichen.

## Öffentliches Recht/Verwaltungsrecht/Polizeirecht
Das Verwaltungsrecht und das Verfahrensrecht sehen zahlreiche Repressionsmittel vor. Diese Zwangsmittel sind keine Strafen im juristischen Sinn, haben jedoch in der Regel repressiven Charakter.
Zwangsmittel im Verwaltungs- und Polizeirecht sind 
- Zwangsgeld
- Zwangshaft
- unmittelbarer Zwang
- Ersatzvornahme

Das Zwangsgeld findet vor allem immer dann Anwendung, wenn das Tun oder Unterlassen nicht ohne Weiteres von einem Dritten für den Verpflichteten wahrgenommen werden kann.
Der unmittelbare Zwang erfolgt durch Einwirkung auf Personen oder Sachen durch körperliche Gewalt, Hilfsmittel der körperlichen Gewalt oder Waffengebrauch. Der verpflichtete Bürger soll damit zu einem bestimmten Tun, Dulden oder Unterlassen gezwungen werden. Der unmittelbare Zwang ist das Mittel, das nur dann eingesetzt werden darf, wenn die anderen Mittel keinen Erfolg versprechen und die Verhältnismäßigkeit gewahrt bleibt.
Bei der Ersatzvornahme nimmt die Behörde die Handlung selbst vor und fordert die Kosten dann bei dem eigentlich Handlungspflichtigen ein. Diese Zwangsmaßnahme wird dann angewandt, wenn eine allgemeine Gefahr besteht und durch andere Zwangsmittel eine Verzögerung eintreten würde (Beispiel: ein Hindernis ragt in den Verkehrsraum und der Eigentümer weigert sich dieses zu entfernen).
Alle Zwangsmittel muss die Behörde in der Regel androhen. Weitere Voraussetzung ist, dass die dem Verwaltungszwang zugrunde liegende Verfügung vollziehbar ist, weil sie entweder bestandskräftig (unanfechtbar) geworden ist, Widerspruch oder Klage keine aufschiebende Wirkung haben (§ 80 Abs. 2 Satz 1 Nr. 1 bis 3 VwGO) oder die aufschiebende Wirkung von Widerspruch und/oder Klage durch die behördliche Anordnung der sofortigen Vollziehung (§ 80 Abs. 2 Satz 1 Nr. 4 VwGO) beseitigt und durch das Verwaltungsgericht im Verfahren nach § 80 Abs. 5 VwGO auch nicht wiederhergestellt worden ist.
Bestimmte Zwangsmittel sind sondergesetzlich bundeseinheitlich geregelt:
- die Abschiebung, § 58 Aufenthaltsgesetz,
- die Absonderung, § 30 Abs. 2 Infektionsschutzgesetz,
- die Vorführung (Recht), § 44 Abs. 2 Wehrpflichtgesetz,
- die Zuführung, § 23a S. 1 Zivildienstgesetz

## Steuerrecht
Im Steuerrecht können Zwangsgelder verhängt werden. Sie greifen in unterschiedlichen Stadien des Besteuerungsverfahrens ein:
- Das Zwangsgeld nach Ausführungsordnung  kann nach Entstehung der Steuerschuld und vor Abgabe der Steuererklärung  angedroht und verhängt werden, um den Steuerpflichtigen zur Abgabe der Steuererklärung anzuhalten.
- Bei der Steuerfestsetzung kann ein Verspätungszuschlag als Strafe für die verspätete Abgabe der Erklärung verhängt werden, (auch dann, wenn zuvor bereits ein Zwangsgeld angedroht oder beigetrieben wurde).
- Wird die festgesetzte Steuer nicht rechtzeitig bezahlt, so entstehen kraft Gesetzes Säumniszuschläge für die Überschreitung des Fälligkeitszeitpunktes.

## Strafvollzug und bei sonstigen freiheitsentziehenden Maßnahmen (Unterbringung, Abschiebehaft)
Manchmal treten Gefangene im Strafvollzug oder der Abschiebehaft in den Hungerstreik, in einigen Landesgesetzen (z. B. Berlin) ist in diesen Fällen eine Zwangsernährung möglich. Außerdem darf gegen Insassen unmittelbarer Zwang ausgeübt werden (siehe im Hauptartikel).
In Unterbringungsgesetzen für psychisch Kranke ist eine Zwangsbehandlung für Personen, die keine Entscheidungen aufgrund der Krankheit treffen können vorgesehen. In Nordrhein-Westfalen ist eine Zwangsbehandlung auch bei Personen, die entscheidungsfähig sind, aber die Behandlung ablehnen, erlaubt.
Zu den Zwangsmitteln bei der Abschiebung zählt der Integralhelm, Hand- und Fußfesseln, Plastikfesseln, Klettbänder und  Seile. Bei deren Anwendung bedarf es besonderer Vorsicht, da es hierbei in Deutschland und anderen europäischen Ländern schon mehrfach zu Todesfällen durch Ersticken gekommen ist, da der Abzuschiebende u. U. aufgrund des hohen Adrenalingehaltes des Blutes und der damit einhergehenden teilweise irrationalen Handlungsweise körperlich nicht in der Lage ist, eine Atemnot zu bemerken und auf diese hinzuweisen.

## Zwangsmittel in der Schweiz
Diese werden in der Schweiz relativ umfassend definiert: Alle Maßnahmen zur Durchsetzung rechtsstaatlich verbriefter Pflichten:
- Der Verwaltungszwang im Verwaltungs- und Polizeirecht, einschl. z. B. Abschiebehaft
- Im Zivilrecht Art. 292 StGB als Strafsanktion, falls z. B. Gerichtsurteile missachtet werden. Zudem kennt das Zivilrecht den fürsorgerischen Freiheitsentzug.
- Im Falle eines Staats-Notstandes gelangt zudem im Verfassungsrecht die Bundesexekution oder Bundesintervention zur Anwendung.